# Pacific Life
Pacific Life ist ein US-amerikanisches Lebensversicherungs- und Finanzdienstleistungsunternehmen mit Hauptsitz in Newport Beach im US-Bundesstaat Kalifornien.
Das Unternehmen wurde im Jahre 1868 gegründet und ist in der Fortune-500-Liste des Forbes Magazine gelistet. Der Umsatz belief sich 2007 auf etwa 6,5 Milliarden US-Dollar.
Pacific Life war zudem bis 2008 namensgebender Sponsor des Tennisturniers Indian Wells Masters.

## Geschichte

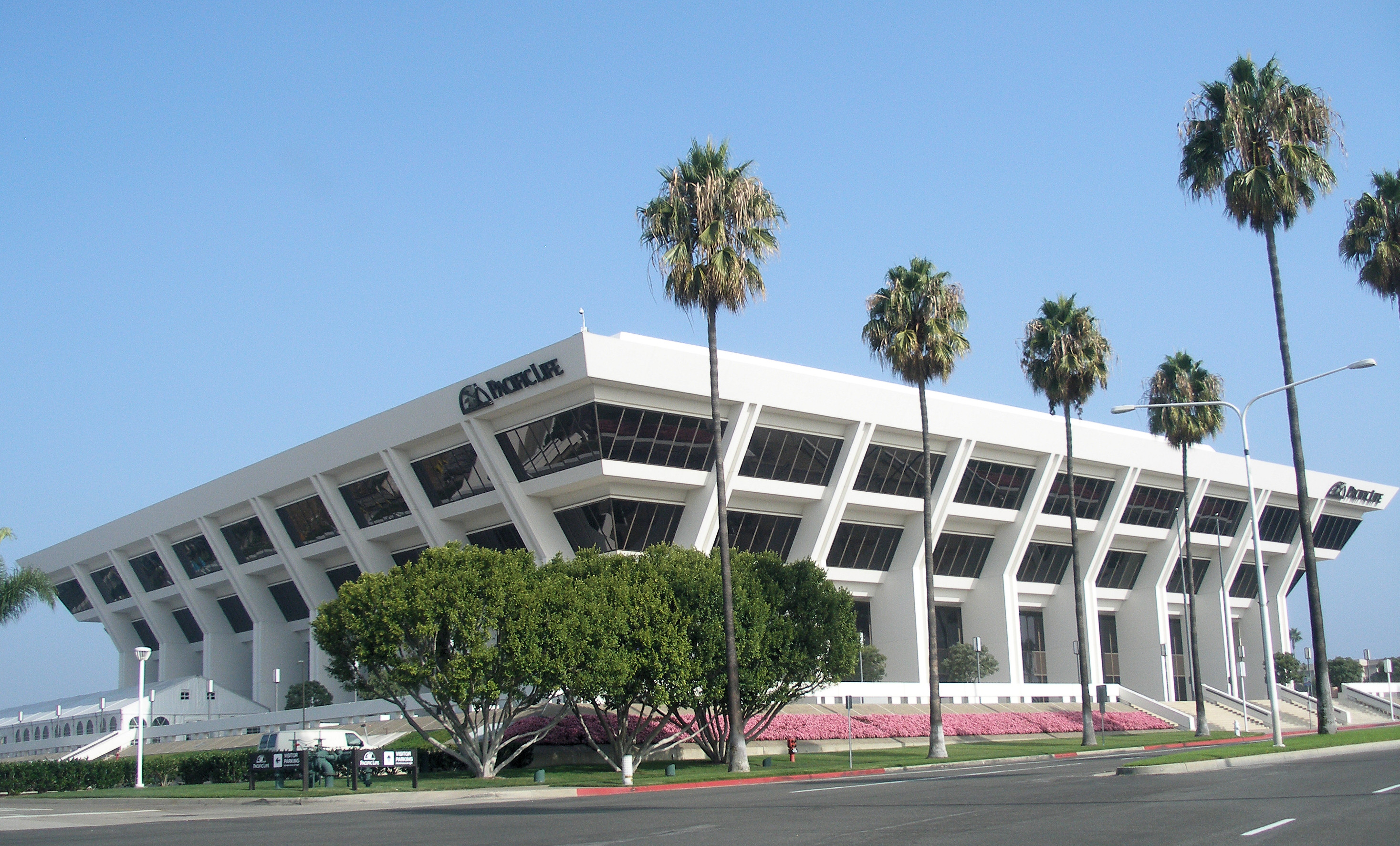
Hauptsitz in Newport Beach

Das Unternehmen wurde 1868 unter dem Namen Pacific Mutual in Sacramento gegründet. Der ehemalige Gouverneur Leland Stanford war der erste Vorsitzende der Gesellschaft, die 1881 nach San Francisco umzog. Vier Jahre später wurde die erste Unfallversicherung angeboten. Nach dem verheerenden San-Francisco-Erdbeben von 1906 verlagerte Pacific Mutual seinen Hauptsitz ins weiter südlich gelegene Los Angeles. 
Anfang der 1970er-Jahre erfolgte die Gründung der Tochtergesellschaft PIMCO, die heute als eigenständige Kapitalanlagegesellschaft operiert. Der Firmensitz wurde 1972 ein weiteres Mal in das neue Geschäftsviertel Newport Center in Newport Beach verlegt. Ab 1988 führte Pacific Mutual eine fondsgebundene Lebensversicherung mit flexibler Prämienzahlungsweise ein. 
1997 wurde das Unternehmen schließlich in eine Mutual Holding Company umgewandelt und nahm seinen jetzigen Namen Pacific Life an. Seit 2005 ist der Versicherer aus steuerlichen Gründen offiziell im Bundesstaat Nebraska beheimatet. Der Hauptsitz der Verwaltung verbleibt jedoch in Newport Beach im Bundesstaat Kalifornien.